# Fahrenheit (Mondkrater)
Fahrenheit ist ein sehr kleiner Einschlagkrater im südöstlichen Bereich des Mare Crisium. Die Mondoberfläche in seiner Umgebung ist nahezu frei von erwähnenswerten Einschlagspuren.
Östlich erheben sich die Höhenzüge der Dorsa Harker und jenseits dieser liegt das Promontorium Agarum am Rand des Mondmeeres. Etwa 15 Kilometer südöstlich befindet sich der Landeplatz der sowjetischen Mondsonde Luna 24.
Fahrenheit war als Picard X bekannt, ehe die Internationale Astronomische Union (IAU) ihn 1976 nach Daniel Gabriel Fahrenheit benannte.